# Emilio Silva Barrera

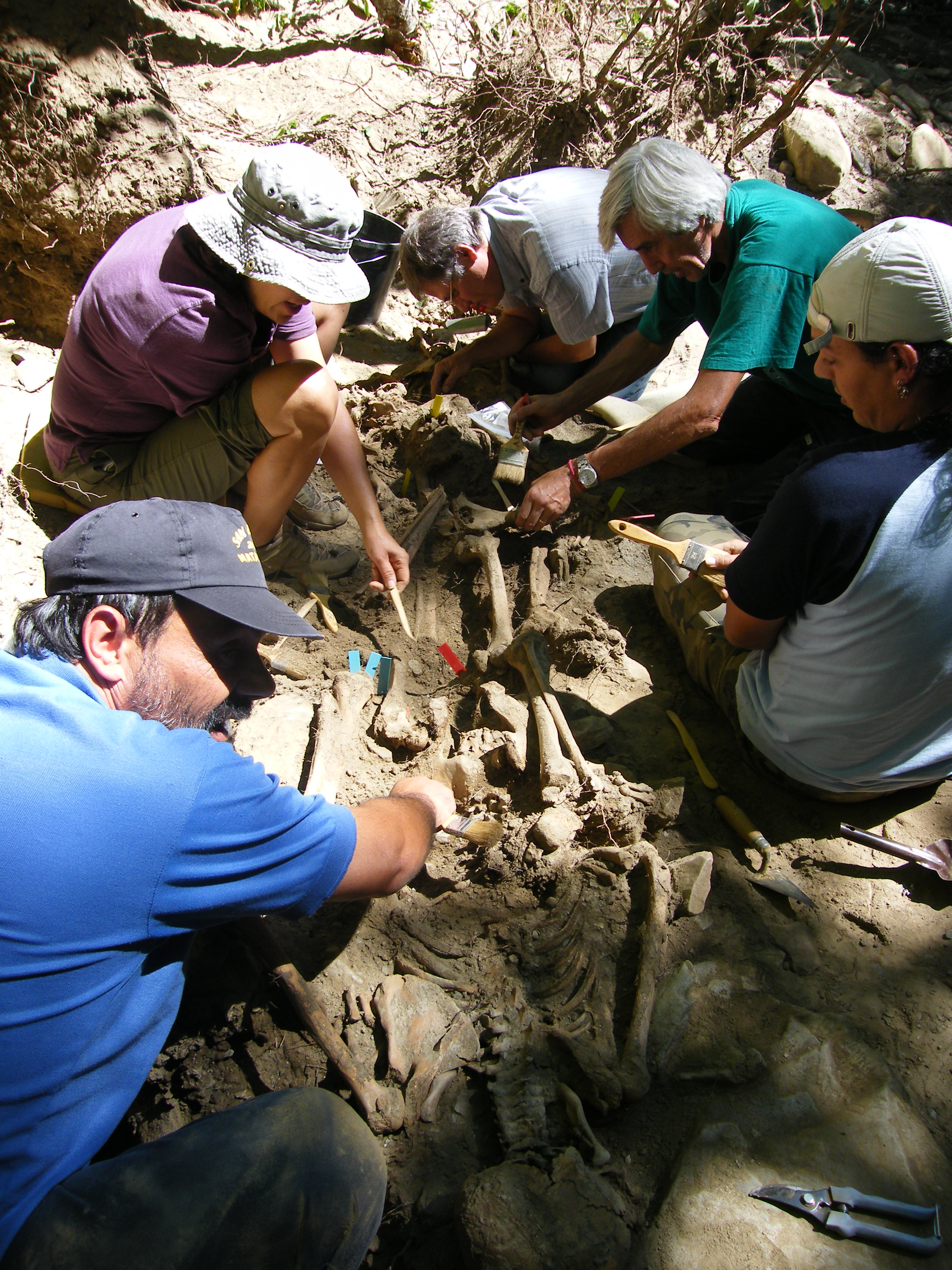
Exhumació, per part de l'Associació per a la Recuperació de la Memòria Històrica presidida per Emilio Silva, d'una fossa de represaliats de la Guerra Civil.

Emilio Silva Barrera (Elizondo, Navarra, 9 de novembre de 1965) és un periodista espanyol, un dels fundadors de l'Associació per a la Recuperació de la Memòria Històrica, un col·lectiu que porta anys buscant els llocs en els quals van ser enterrats víctimes de la repressió a la zona franquista durant la Guerra Civil espanyola i la posterior dictadura.
Encara que de jove va voler dedicar-se a la poesia, es llicencià en Sociologia Política, dedicant la major part de la seva vida professional al periodisme. Com a periodista, fou director de continguts de Caiga quien caiga durant l'etapa de Manel Fuentes.
El març de 2000, localitzà a Priaranza del Bierzo (Lleó) el lloc on es trobava la fossa comuna en la que havia estat enterrat el seu avi, juntament amb uns altres dotze homes. Tots ells eren militants de partits d'esquerra i republicans executats durant la Guerra Civil, per falangistes el 16 d'octubre de 1936.
En setembre de 2000 publicà un article a La Crónica de León titulat: "Mi abuelo también fue un desaparecido". S'hi lamentava com la societat espanyola havia celebrat el conegut com cas Pinochet i no es feia res per la recerca dels milers d'homes i dones que havien desaparegut durant la guerra civil assassinats pels revoltats, oblidant els executats sense judici per les milícies republicanes.
Arran de l'exhumació de la fossa en la que s'hi trobaven els avui coneguts com "els tretze de Priaranza" va fundar amb Santiago Macías, Palma Granados i Jorge López, l'Associació per a la Recuperació de la Memòria Històrica, de la qual és president. Aquesta associació s'ha dedicat a la cerca exclusivament de desapareguts republicans, exhumant nombroses fosses comunes i aportant nombrosa documentació a persones que durant dècades no han sabut res dels seus sers estimats.
Ha publicat amb de Santiago Macías el llibre Las Fosas de Franco: los republicanos que el dictador dejó en las cunetas a l'editorial Temas de Hoy.